# Evolution (álbum de Zapp)
Evolution é o sétimo álbum de estúdio da banda norte-americana de funk, Zapp, lançado em 1º de agosto de 2015 pela Troutman Music Group.

## Faixas
| N.º | Título                                            | Duração |  |
| 1.  | "Intro"                                           |         |  |
| 2.  | "Make It Funky (ft. Bootsy Collins)"              |         |  |
| 3.  | "Moving"                                          |         |  |
| 4.  | "Summer Breeze"                                   |         |  |
| 5.  | "Heartbreaker (Live)"                             |         |  |
| 6.  | "Thank You"                                       |         |  |
| 7.  | "Night Time ("Lil" Roger And His Fabulous Vels)"  |         |  |
| 8.  | "Jolly Roger ("Lil" Roger And His Fabulous Vels)" |         |  |